# 3616 Glazunov
3616 Glazunov è un asteroide della fascia principale. Scoperto nel 1984, presenta un'orbita caratterizzata da un semiasse maggiore pari a 2,6021118 UA e da un'eccentricità di 0,1218064, inclinata di 12,76961° rispetto all'eclittica.
È stato così denominato in onore del pittore russo Il'ja Sergeevič Glazunov.